# Megalodontidae
De Megalodontidae zijn een familie van uitgestorven tweekleppigen uit de orde Megalodontida.

## Taxonomie
De volgende geslachten zijn bij de familie ingedeeld:
- † Gemmellarodus di Stefano, 1912
- † Neomegalodon Gümbel, 1862
- † Parvimegalodon Karczewski, 1992
- † Triadomegalodon Végh-Neubrandt, 1974